# Алфа Ромео във Формула 1
Алфа Ромео е италиански производител на автомобили, който взема участие във Формула 1, като конструктор и доставчик на двигатели от 1950 до 1988 г.
През 1950 г. Нино Фарина печели шампионата на Формула 1 с модел 158 компресор, а през 1951 Хуан Мануел Фанджо печели този при пилотите с модел Alfetta 159 (еволюция на 158 с два компресора). Двигателя на Алфрета е мощен за неговия капацитет: през 1951 двигателя на 159 достига до 420 конски сили, но това е с цената на консумиране на гориво от 125 до 175 литра за 100 километра. През 1952 г. италианското правителство отказва да финансира новата кола. Участието на Алфа Ромео в състезанията е с много нисък бюджет използвайки предимно пред-военна технология и материал през 2 сезона. Отборът печели 2 шампионата, използвайки единствено девет пред-военни блока, за да строят шаситата си.

## Алфа Ромео като доставчик на двигатели, 1961 – 1979
През шестдесетте, няколко малки отбора във Ф1 използват редови 4 цилиндрови двигатели на Алфа Ромео в колите си (специалистите в LDS Mk 1 и Mk 2, Купар и Де Томасо).
Алфа Ромео се завръща за кратко във Формула 1 за сезон 1970 и 1971 с V образен 8 цилиндров двигател базиран на техните спортни коли. През 1970 моделът е поверен главно на Андреа де Адамич дългогодишен пилот на Алфа Ромео и 3-ти човек в работилницата на Макларън. Комбинацията е несполучлива и често се проваля в квалификациите и не успява да бъде конкурентна в състезанията.
За 1976 г. Бърни Екълстоун прави сделка, за да може неговия отбор Брабъм да използва 12-цилиндровите двигатели на Алфа Ромео който са базирани на плоска част дизайн на Карло Чати. Двигателите са свободни и произвеждат 510 конски сили срещу 465 на повсеместния Коусърт, но по-късно са премахнати.

### Завръщане във Формула 1, 1979
През сезон 1979 след мнение на Чити Autodelta дава разрешение за започване на развитие на тяхна собствена кола. Партньорството с Брабъм завършва преди края на сезона. През 1979 г. в Белгийското Гран При Алфа Ромео 177 прави своя дебют. Този втори проект е успешен за Формула 1 по време на неговото създаване от средата на 1979 до 1985 г. В този период Алфа Ромео постига две първи позиции на старта, две 2-ри места, три 3-ти места и веднъж записва най-бърза обиколка. Най-добрата година в този период е 1983 г. когато тимът заема 6-о място в конструкторския шампионат. Сезон 1985 г. е последен като конструктор за Алфа Ромео. Въпреки това доставя двигатели през сезон 1987 за отбора на Лижие. През 1988 г. Алфа Ромео закупува Motor Racing Developments Ltd. (по известна като Брабам) за да построи шаси за новите ProCar серии. Построена е колата Алфа Ромео 164 ProCar с V образен 10 цилиндров двигател (Брабам БТ57) и е планирано да се състезава в специални състезателни серии. Отбора не участва повече във Формула 1. Продаден е на щвейцарския бизнесмен Хоаким Луити през 1989.

## Статистика

### Световни шампиони при пилотите
| Година | Пилот              | Двигател      | Гуми   |
| ------ | ------------------ | ------------- | ------ |
| 1950   | Джузепе Фарина     | Алфа Ромео Ф1 | Пирели |
| 1951   | Хуан Мануел Фанджо | Алфа Ромео Ф1 | Пирели |

### Световни шампиони при конструкторите
- Отборът на Алфа Ромео не е печелил титлата при конструкторите.

### Пилоти участвали за Алфа Ромео
| N  |               | Участия | Победи | ПП | НБО | Точки | Подиуми |
| -- | ------------- | ------- | ------ | -- | --- | ----- | ------- |
| 19 | Алфа Ромео Ф1 | 110     | 10     | 12 | 14  | 50    | 26      |

| N  | Пилот               | Участия | Победи | ПП | НБО | Точки | Подиуми |
| -- | ------------------- | ------- | ------ | -- | --- | ----- | ------- |
| 1  | Хуан Мануел Фанджо  | 13      | 6      | 8  | 8   | 64    | 8       |
| 2  | Джузепе Фарина      | 13      | 4      | 2  | 5   | 52    | 7       |
| 3  | Луиджи Фаджиоли     | 7       | 1      | –  | –   | 32    | 6       |
| 4  | Андреа де Чезарис   | 32      | –      | 1  | 1   | 20    | 3       |
| 5  | Бруно Джакомели     | 49      | –      | 1  | –   | 13    | 1       |
| 6  | Рикардо Патрезе     | 32      | –      | –  | –   | 8     | 1       |
| 7  | Феличе Бонето       | 4       | –      | –  | –   | 7     | 1       |
| 8  | Рег Парнел          | 1       | –      | –  | –   | 4     | 1       |
| 9  | Еди Чийвър          | 31      | –      | –  | –   | 3     | -       |
| 10 | Мауро Балди         | 15      | –      | –  | –   | 3     | -       |
| 11 | Марио Андрети       | 15      | –      | –  | –   | 3     | -       |
| 12 | Консалво Занети     | 5       | –      | –  | –   | 3     | -       |
| 13 | Туло де Графенрийд  | 3       | –      | –  | –   | 2     | -       |
| 14 | Патрик Депайе       | 8       | –      | –  | –   | –     | -       |
| 15 | Виторио Брамбила    | 4       | –      | –  | –   | –     | -       |
| 16 | Павел Пиещ          | 1       | –      | –  | –   | –     | -       |
| 17 | Пиеро Таруфи        | 1       | –      | –  | –   | –     | -       |
| 18 | Джанбатиста Гуидоти | –       | –      | –  | –   | –     | -       |
| 19 | Джони Мауро         | –       | –      | –  | –   | –     | -       |

### Двигатели доставяни за Алфа Ромео
| N | Двигател      | Участия | Победи | ПП | НБО | Точки | Подиуми |
| - | ------------- | ------- | ------ | -- | --- | ----- | ------- |
| 1 | Алфа Ромео Ф1 | 110     | 10     | 12 | 14  | 50    | 26      |

### Гуми доставяни за Алфа Ромео
| N | Гуми   | Участия | Победи | ПП | НБО | Точки | Подиуми |
| - | ------ | ------- | ------ | -- | --- | ----- | ------- |
| 1 | Пирели |         | 10     | 10 | 13  |       | 21      |
| 2 | Мишлен |         | –      | 1  | 1   |       | 4       |
| 3 | Гудиър |         | –      | 1  | –   |       | 1       |

### Победи на Алфа Ромео във Формула 1
| N  | Година | Пилот                              | Двигател      | Гуми   | Голяма награда | Писта           | Статистика |
| -- | ------ | ---------------------------------- | ------------- | ------ | -------------- | --------------- | ---------- |
| 1  | 1950   | Джузепе Фарина                     | Алфа Ромео Ф1 | Пирели | Великобритания | Силвърстоун     | Статистика |
| 2  | 1950   | Хуан Мануел Фанджо                 | Алфа Ромео Ф1 | Пирели | Монако         | Монако          | Статистика |
| 3  | 1950   | Джузепе Фарина                     | Алфа Ромео Ф1 | Пирели | Швейцария      | Бремгартен      | Статистика |
| 4  | 1950   | Хуан Мануел Фанджо                 | Алфа Ромео Ф1 | Пирели | Белгия         | Спа-Франкоршамп | Статистика |
| 5  | 1950   | Хуан Мануел Фанджо                 | Алфа Ромео Ф1 | Пирели | Франция        | Реймс           | Статистика |
| 6  | 1950   | Джузепе Фарина                     | Алфа Ромео Ф1 | Пирели | Италия         | Монца           | Статистика |
| 7  | 1951   | Хуан Мануел Фанджо                 | Алфа Ромео Ф1 | Пирели | Швейцария      | Бремгартен      | Статистика |
| 8  | 1951   | Джузепе Фарина                     | Алфа Ромео Ф1 | Пирели | Белгия         | Спа-Франкоршамп | Статистика |
| 9  | 1951   | Хуан Мануел Фанджо Луиджи Фаджиоли | Алфа Ромео Ф1 | Пирели | Франция        | Реймс           | Статистика |
| 10 | 1951   | Хуан Мануел Фанджо                 | Алфа Ромео Ф1 | Пирели | Испания        | Педралбес       | Статистика |